# Kościół Świętej Rodziny w Lubowie
Kościół Świętej Rodziny – katolicki kościół filialny zlokalizowany w Lubowie, w gminie Stargard. Należy do parafii św. Piotra i Pawła w Grzędzicach.

## Historia i architektura
Kościół, murowany z kamienia i cegły, został wzniesiony w 1912 roku. Zbudowany został na miejscu wcześniej istniejącej świątyni ryglowej. Od strony wschodniej zakończony jest wyodrębnionym, prostokątnym prezbiterium, wspartym przyporami. Przy zachodniej elewacji kościoła znajduje się wolnostojąca, drewniana wieża, pochodząca z XVIII wieku. Wzniesiona na planie kwadratu, o zwężających się ku górze ścianach, pierwotnie zwieńczona była hełmem. Obecnie nakrywa ją dwuspadowy dach. Wieża wpisana jest do rejestru zabytków.
Wnętrze kościoła nakrywa podwyższony, odeskowany strop belkowany. Zachowały się XIX-wieczne ławki i empora. Przed 1945 rokiem w kościele znajdował się gotycki ołtarz z przedstawieniami Marii z Dzieciątkiem, św. Jerzego, św. Katarzyny i innych świętych. Obecnie w jego miejscu umieszczony jest barokowy ołtarz ambonowy z 1715 roku, odnowiony w 1902 roku, z wstawionym w miejscu kosza ambonowego obrazem Najświętszej Rodziny. W kościele znajduje się także XIX-wieczny żyrandol oraz dzwon z inskrypcją w języku niemieckim.
Po II wojnie światowej kościół został konsekrowany jako świątynia katolicka w 1945 roku.